# Fabio Luchetti
Fabio Luchetti (São Paulo, 19 de dezembro de 1965) é um administrador, executivo e empresário brasileiro, foi CEO do grupo Porto Seguro Seguros de 2006 a 2018, quando passou a ser membro do Conselho de Administração da empresa.

## Formação
Formado em Administração de Empresas pela Faculdade de Administração e Ciências Econômicas Santana (FACES), e especializado em Museologia, Curadoria e Colecionismo pelo Centro Universitário Belas Artes de São Paulo. Fez atualização profissional em Alta Performance em Liderança (Madrid) e na Adigo (São Paulo), onde teve contato com a Antroposofia, Filosofia e arquétipos que acompanham seu estilo de gestão.
Em 2015 foi um dos destacados como executivo do ano pelo jornal Valor Econômico.No ao seguinte foi um dos homenageados com o Prêmio LIDE 2016 durante o 15º Fórum Empresarial promovido pela UOL Economia. 
A Porto Seguro é um conglomerado de 25 empresas, além de um teatro, um espaço cultural – que integram o Complexo Cultural Porto Seguro –, uma aceleradora de startaps e um instituto socioambiental. 